# Orzechów (województwo zachodniopomorskie)
Orzechów – wieś w Polsce położona w województwie zachodniopomorskim, w powiecie gryfińskim, w gminie Cedynia.
W latach 1975–1998 miejscowość położona była w województwie szczecińskim.

## Historia
Pierwsza wzmianka o wsi Wrech pochodzi z 1311 r., kiedy pojawiła się w niej ludność niemiecka. W roku 1460 występuje jako Wreich, w latach następnych jako Wrechow (do końca II wojny światowej). W początku XVII w. wieś stała się własnością Cedyni. Zajęta 3 lutego 1945 r. przez radziecką 5 Armię Uderzeniową.

## Zabytki
W Orzechowie znajduje się gotycki kościół z 2. połowy XIII w., zbudowany z ciosów kamiennych. W 1767 r. został przebudowany, wtedy też dobudowano ceglaną wieżę z mosiężnym dzwonem. Naruszona podczas wojny i nierestaurowana przez kolejne 60 lat została zastąpiona wieżą drewnianą.
Przed 1945 kościół tworzył samodzielną parafię, obecnie jest kościołem filialnym (pw. św. Jana Chrzciciela) podlegającym parafii Czachów.
Położona w centrum wsi budowla z przylegającym do niej terenem przykościelnym otoczona jest murem z ciosanego kamienia. Zachowany został również fragment cmentarza polskiego i pozostałości grobowców dawnego cmentarza protestanckiego.
Ostała się także przycmentarna kaplica, po wojnie służąca jako sala katechetyczna, dziś nieużytkowana.
W przylegającym do wsi parku można się natknąć na pozostałości dawnego majątku ziemskiego. Pozostały po nim jedynie fragmenty murów i fundamentów stajni i obór, a także bruk dziedzińca, dziś porośniętego murawą. Świadectwem świetności dworu są niektóre szlachetne drzewa (3 przeszło 100-letnie platany i in.), okalające dom, a także porastające park.

## Przyroda i turystyka
W sąsiedztwie wsi znajduje się największe jezioro gminy Cedynia – jezioro Orzechów (zwane rzadziej jeziorem Raczym – od oryg. nazwy niem. Krebssee), atrakcyjne dla amatorów kąpieli i wędkowania. Nad jeziorem odkryto w trakcie badań powierzchniowych w latach 60. i 80. XX wieku osadę kultury łużyckiej z VI w. p.n.e., a na krańcach wsi w latach 70. – osadę wczesnośredniowieczną z X-XI w.

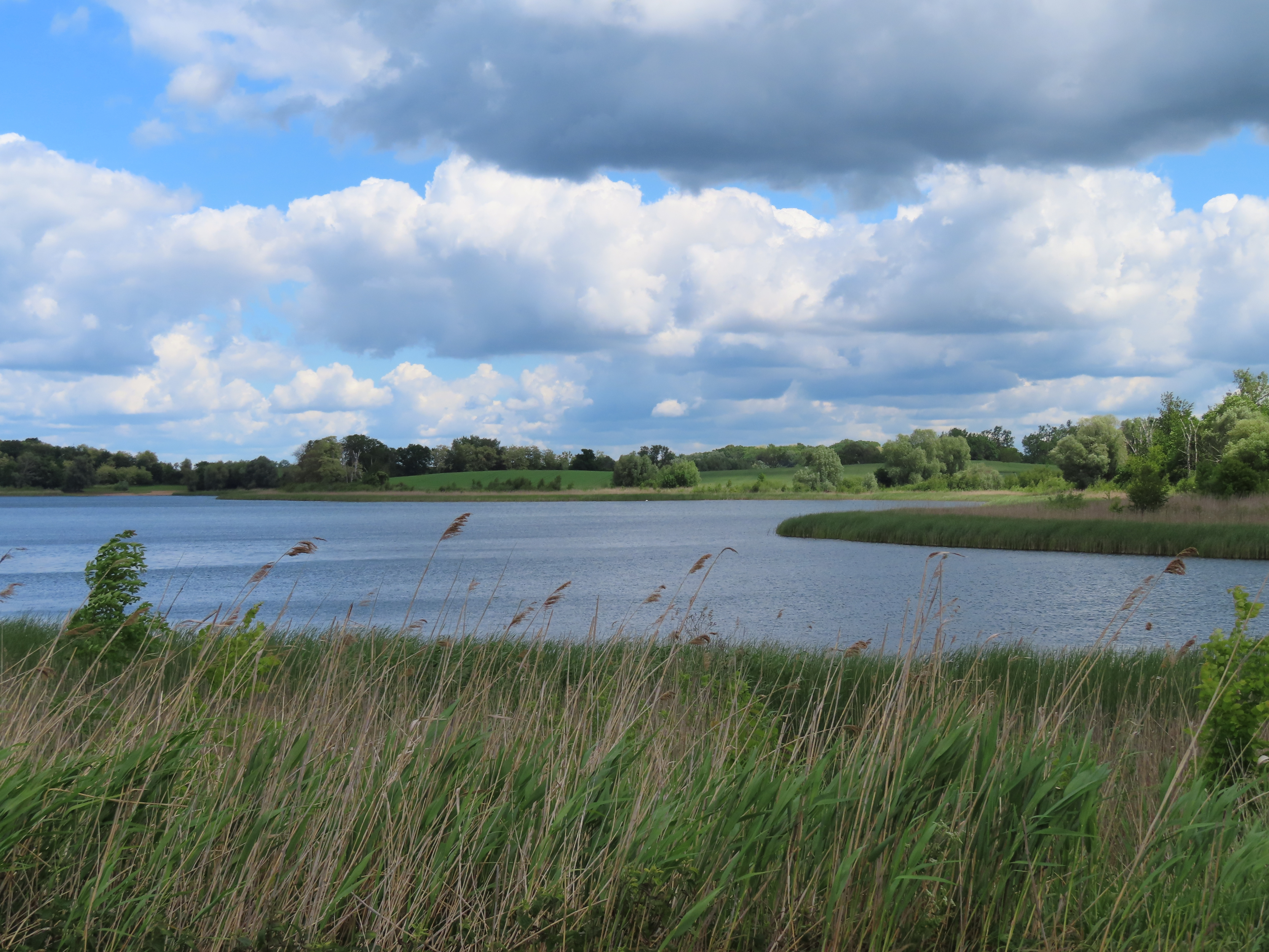
Widok na jezioro Orzechów koło Orzechowa
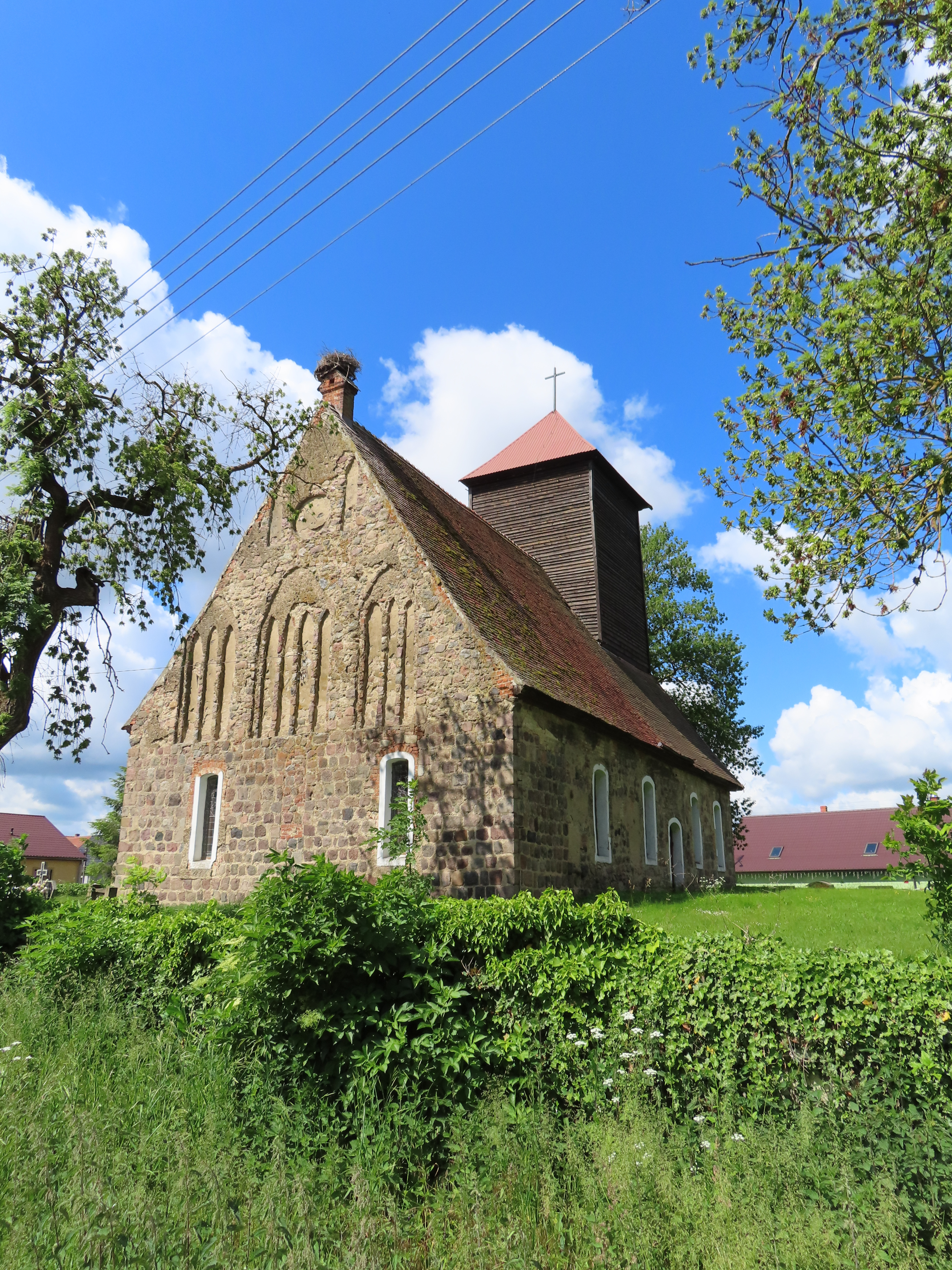
Kościół w Orzechowie
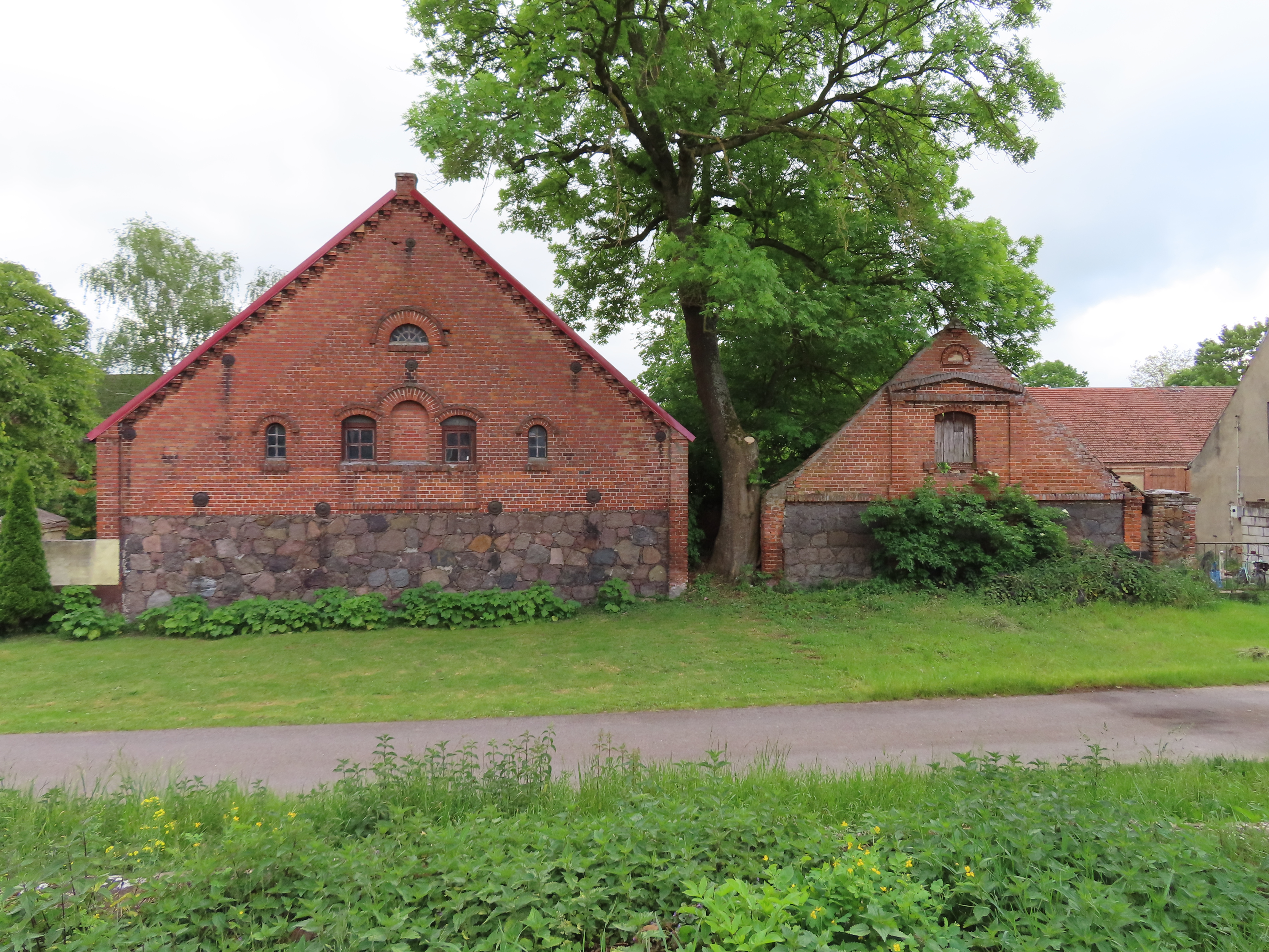
Stare budynki w Orzechowie
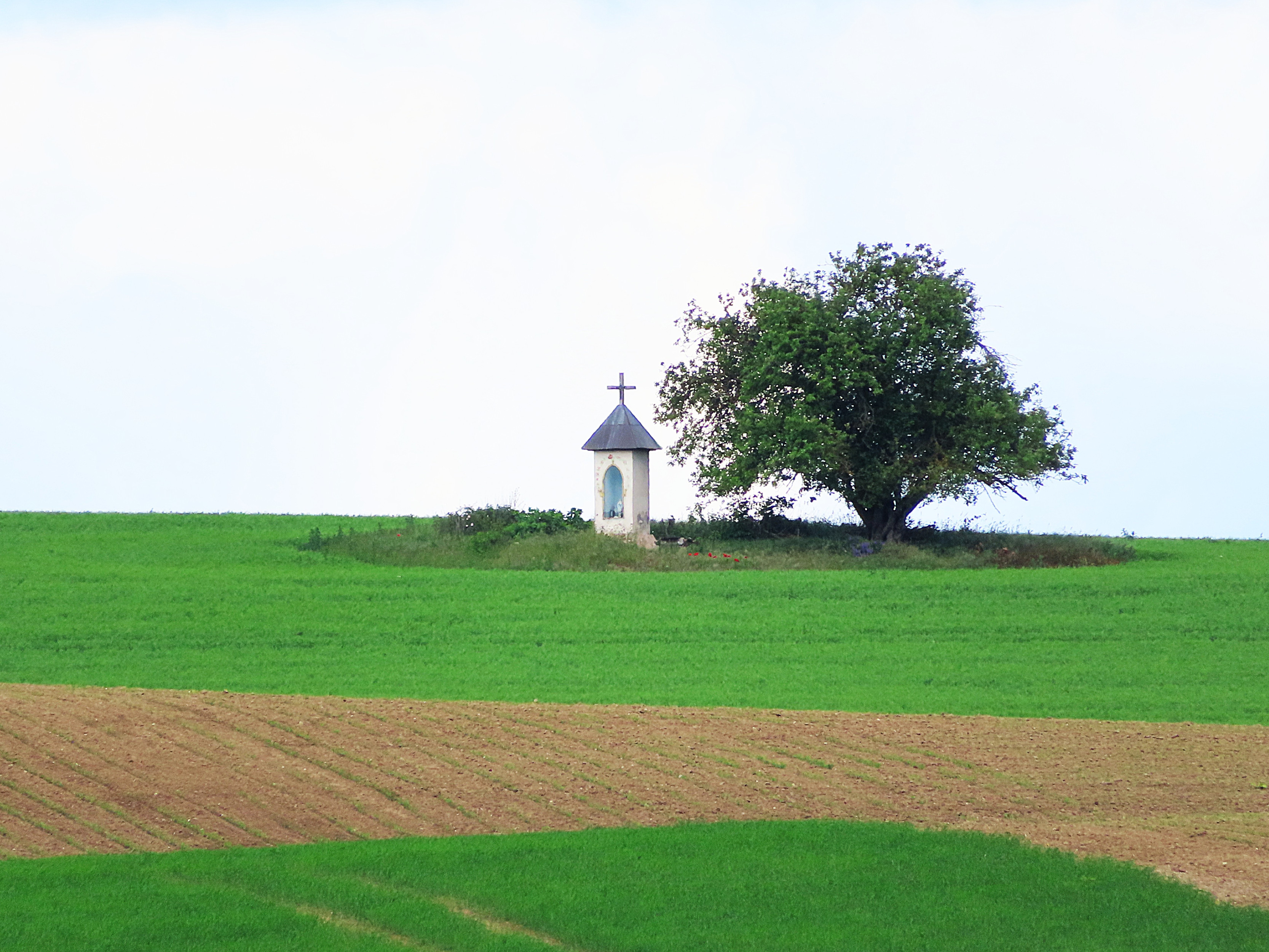
Kapliczka nad jeziorem Orzechów